# 歐比王·肯諾比
欧比旺·克诺比，化名本·克诺比，是《星球大战》系列电影中的角色。英格兰演员亚历克·吉尼斯在正传三部曲里饰演该角色。年纪较轻的欧比旺在前传三部曲里则由苏格兰演员伊旺·麥奎格饰演。在正传三部曲里，他是卢克的导师，他使卢克初次了解绝地武士的生活习俗。在前传三部曲中，故事情节设置在几十年前，他是安纳金（即卢克的父亲）的教师兼好友，直到安纳金最终堕入原力黑暗面，并成为达斯·维德。欧比旺经常在其他《星球大战》媒体中扮演主要角色。
吉尼斯在首部《星球大战》电影（1977年上映）扮演欧比旺一角，而被提名奥斯卡最佳男配角奖。吉尼斯是唯一因一部《星球大战》电影而获得奥斯卡提名的演员。

## 生平

### 天行者传奇

#### 正传三部曲

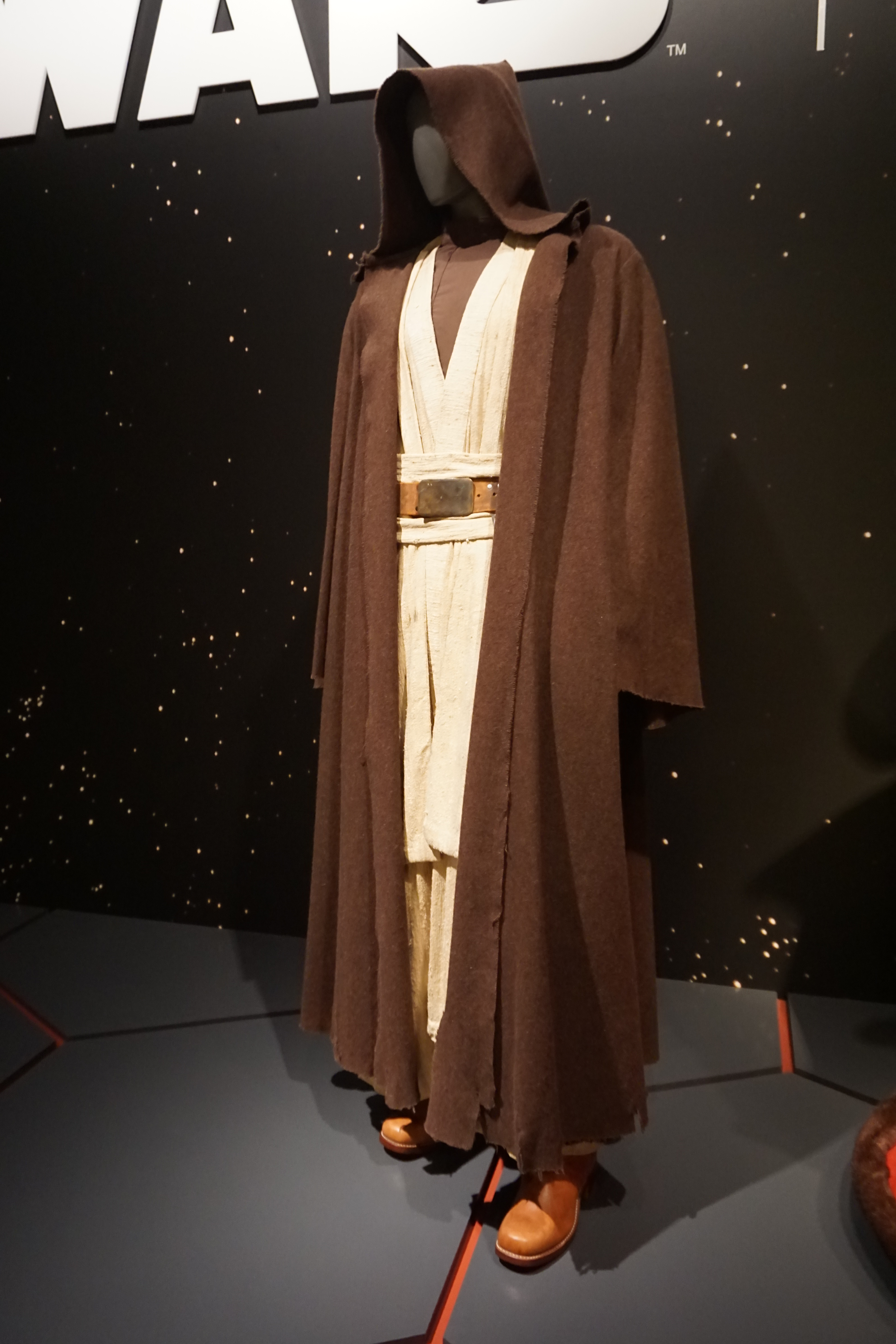
《星球大战IV：新希望》中，欧比旺·克诺比所穿戴的绝地长袍

隐居在塔图因的欧比王在沙人手中救出了路克·天行者，并且遇到了R2-D2和C-3PO。R2-D2向欧比王和路克展示了莉亚公主的求救信息，欧比王就此向路克承認身分，展示了路克父亲安纳金·天行者的光剑，并向他讲述了原力和绝地武士的故事，但谎称达斯·维达背叛并杀害了安纳金·天行者。此时一队帝国军队在搜寻R2-D2和C-3PO时，将路克叔叔等人全部杀害，痛失亲人的路克最终决定和欧比王前往奧德蘭並学习使用原力。欧比王雇用了千年鹰号船长韓·蘇羅和大副丘巴卡前往奥德兰，却发现奥德兰已被死星摧毁，而千年鹰号也被其牵引光束俘获。在死星上，欧比王关闭了牵引光束，而路克、韓蘇洛和丘巴卡历经波折救出了莉亚公主，乘坐千年鹰号逃离了死星，前往位于雅汶四号行星的反抗军基地。为了掩护千年鹰号逃离，欧比王和达斯·维达的展开了决战，最后当达斯·维达的光剑劈过来的一瞬间，欧比旺消失化为绝地英灵，地上只剩下他的光剑和袍子。
歐比王死後化身成為絕地英靈，繼續指導路克，讓他拜访尤達大师並學習原力之道。卢克得知达斯·维达即其父后，欧比旺对路克讲述了其父親墮落的真相。尤达和欧比旺坚持要求卢克杀死父亲，但卢克认为父亲心中依然有良知，可以感化。最後在路克的感化下，安納金以生命为代价杀死了皇帝，消灭了西斯，实现了原力之子为原力带来平衡的预言，死后化为绝地英灵。在安鐸行星上，歐比王、尤達和安納金的绝地英灵带着欣慰的微笑顯現在路克面前，慶祝著新共和的來臨。

#### 前传三部曲
银河共和国內部动荡不安，贸易联盟以关税为由派出舰队，封锁了纳布星球。年轻的绝地学徒欧比王和他的师父绝地大师魁剛·金作为共和国特使前往解决争端，但贸易联盟随即入侵了纳布。在救出艾米达拉女王后，魁剛·金和欧比王乘坐一艘飞船前往银河共和国的首都科洛桑，但由于飞船故障，被迫降落在沙漠星塔图因。欧比王留在飞船上，而魁剛·金在塔图因遇到了年幼的安纳金·天行者，魁剛·金修好飞船后安全抵达科洛桑，在共和国议会求助无果后，艾米达拉女王回到了纳布，在原住民和安纳金的帮助下打败了贸易联盟。而魁剛和欧比王同西斯武士達斯·魔展开决战，魁剛·金在战斗中牺牲。最后欧比王擊杀达斯·魔，并受魁剛·金的遗嘱训练安纳金。欧比旺成为了一千年来首位在战场上击败西斯武士的绝地，因而被绝地议会提拔为绝地武士。绝地议会十分不情愿地接受了欧比旺训练安纳金的请求。
银河共和国中分离主义兴起，共和国的秩序面临失控。银河参议院的议员帕德梅·艾米达拉遭遇行刺，绝地大师欧比王和绝地学徒安纳金·天行者前往调查。为保障艾米达拉的安全，安纳金和艾米达拉回到了纳布。欧比王追踪刺客来到了卡米诺，却发现有人以已故绝地大师西佛迪亚斯的名义订购的大量複製人军队，其母体为强格·费特。欧比王试图将强格·费特带回审问，但让强格·费特和其未经改造的克隆人波巴·费特逃脱。欧比王跟踪强格·费特到了基歐諾，却发现分离主义和贸易联盟等组织结盟，准备一齐反对共和国。欧比王随即向绝地议会发送信息，但在发送信息的过程中遭到战斗机器人袭击，欧比王被俘后，西斯武士杜库伯爵引诱欧比王加入分离主义但被拒绝。安纳金在收到信息后随同艾米达拉，R2-D2，C-3PO随即到基歐諾，试图营救欧比王，但也被俘。欧比王，安纳金，艾米达拉随即被扔到斗兽场和猛兽搏斗。正在此时，雲杜大师率众多绝地武士赶来支援，杜库伯爵也派出大量机器人军队，双方展开激战，绝地武士寡不敌众，逐渐被围困。但尤达大师率领複製人军队及时赶到，绝地武士和複製人军队随即展开反攻。欧比王和安纳金展开了对杜库伯爵的追捕，但两人都不敌杜库伯爵，安纳金的右手也被砍断，尽管尤达大师救出了欧比王和安纳金，但杜库伯爵还是带着終極武器死星的蓝图逃离。
複製人之战末期，分离主义者以闪击之势突袭了银河共和国的首都科洛桑，绑架了银河议会最高议长白卜庭。经过一番激战，欧比旺被杜库伯爵击败昏迷，但安纳金杀死了杜库伯爵并救出了白卜庭和欧比旺，分离主义势力二号人物格里弗斯将军仓皇逃窜。随后欧比王前往乌塔堡消灭残余的分离主义者。但在科洛桑，白卜庭表明自己的真实身份--西斯大帝，杀死雲杜大师，引诱安纳金加入黑暗势力。隨後下达66号密令，命令克隆人士兵对绝地武士展开屠杀。欧比王侥幸逃过一劫，飞回了科洛桑，在会见了尤达大师后，欧比王通过全息影像得知了最好的朋友安纳金已经被西斯大帝收为徒弟，痛心不已。他偷乘上帕德梅·艾米达拉的飞船前往穆斯塔法星与安纳金展开对决。战斗十分激烈漫长，安纳金全程进攻而欧比旺严防死守，最终欧比旺在高处利用安纳金全身腾空的机会，斩断了安纳金的双脚和左手后，带走了安纳金的光剑，留下安纳金在熔岩河边，由原力决定其生死。但此刻绝地的失败已成定局，在坦特维四号飞船上，欧比旺、尤达和贝奥·欧嘉纳决定将安納金的雙胞胎孩子路克·天行者和莉亚公主分开抚养，莉亚被送到奥德兰由贝奥·欧嘉纳和他的妻子收养，而卢克被欧比王带到塔图因的农场，交给了他的叔叔欧文·拉尔斯和婶婶贝鲁抚养。欧比王随后改名为班·肯诺比并隐居在沙海中，暗中关注卢克的成长。贝奥·欧嘉纳为了保护卢克和欧比旺等人，对外一律宣称欧比旺已死。

### STAR WARS：天行者的崛起
直到恩多战役结束后三十多年，第一軍團（First Order）在帝国的废墟之上崛起，而年轻的拾荒女孩芮在因缘际会之下得到了被卢克·天行者遗弃在貝斯平星（Bespin）的那把曾属于他和他的父亲的光剑，在蕾伊拿起那把光剑时，一系列幻象冲进了她的头脑。幻象之中，欧比旺·克诺比的英灵轻声呼唤，并对她说道：“这是你的第一步。”
35ABY，成为最后的绝地武士的芮与复活的银河帝国皇帝白卜庭在艾西戈行星上展开最后决战、处在落败边缘之际，欧比旺与过去历代伟大的绝地武士们的英灵一同给予芮力量，帮助她最终消灭了皇帝。

### 欧比旺·克诺比（Disney+原创网络剧）
銀河帝國建立后，歐比王在塔图因星球的一個山洞裡隐居了十年，化名「本」在一家肉類加工廠工作並照看安纳金之子卢克。但是其叔叔欧文·拉尔斯却一直疏远歐比王，害怕歐比王会像对安纳金一样害了卢克。此時的歐比王發現自己不僅失去了與原力的聯繫而且斷絕了和已故導師魁剛·金的原力交流，更一直深受自身過去的噩夢所困擾。而審判官五師弟和帝國審判官三师妹瑞瓦在帝國審判官的帶領下，在塔圖因找到了一個名叫納瑞(Nari)的絕地武士。嘗試處決納瑞的瑞瓦卻不慎在當地引發了騷動導致他逃脫。帝國審判官不滿她行事過於魯莽且一直痴迷於尋找被廣泛認為已死的歐比王，並命令她停止關注歐比王。但不死心的帝國審判官三师妹瑞瓦为了给维德勋爵抓住克诺比以坐上最高裁判官的位置，便绑架了帝国参议员贝尔·欧嘉纳的养女莉亚·欧嘉纳。欧嘉纳夫妇向克诺比求助，歐比王拒絕了試圖尋求其援助的納瑞，後來納瑞也無法逃脫被裁判官處決的命運。與此同時，在莉亞的養父貝爾·奧加納（Bail Organa）拜訪他的家後，歐比王同意營救莉亞。于是克诺比和年仅十岁的莉亚公主踏上了冒险之旅。

## 其他作品
複製人之战中，他在莫蒂斯星（planet Mortis) 上看見安納金用強大的原力同時馴服原力之子和原力之女，這一壯舉被原力之父說只有天選之子能做到。而在徒孫亞蘇卡·譚諾被誣陷轟炸絕地神殿時，絕地議會中只有歐比王仗義執言，不認可絕地議會不經嚴格調查就開除亞蘇卡·譚諾的行為。
帝国时期，前死敵達斯魔在塔圖因找到歐比王，並與之對決，但被欧比旺轻松擊敗。他臨死前，欧比旺告诉他路克是天選之子，達斯魔相信路克會消滅西斯，為自己和欧比旺復仇。欧比旺也因此与前来警告危险的艾斯纳·包力格有了一面之缘，但艾斯纳对其他人保守了欧比旺仍健在的秘密。

## 个性
欧比旺是一个正统而典型的绝地大师：仁慈，智慧，坚韧而强大。他谦冲自牧，待人友善，受到广泛的尊敬。他足智多谋，能够敏锐地发现战机，在克隆人战争时期常常与曾经的徒弟安纳金并肩作战，与安纳金一样，成为了著名的常胜将军。他能言善辩，擅长把握对方的心理，从而可以不动刀兵，依靠谈判就赢得胜利。他拥有强大的精神力量，虽然经历了师父被杀、旧情人遇害、徒弟安纳金堕落等事件的沉重打击，依然能保持乐观和豁达，不向黑暗面原力的诱惑而屈服，坚守希望，训练卢克以期实现绝地的复兴。他的这些性格特点也体现在了其光剑招式之中：自从师父被达斯·魔击败后，他开始以强调防守的索雷苏（Soresu）为自己的主要招式，防守严密坚固，不露锋芒。他理性而智慧，尤其是在与达斯·魔和堕落后的徒弟达斯·维达对决时，能清醒地意识到自己在绝对实力上的劣势，不轻易行险，而是抓住了西斯盲目自大的特点，创造了有利条件，等待敌人露出致命的破绽时，便抓住机会作出致胜一击。
虽然欧比旺是一位模范绝地大师，但绝地组织的缺点在他身上并非特别严重。他虽然沉稳理性，但也有时表露出强烈的感情，拥有同理心、同情心。在徒孙阿索卡·塔诺被诬陷轰炸绝地神殿时，绝地议会中只有欧比旺仗义执言，不认可绝地议会不经严格调查就开除阿索卡·塔诺的行为。不像一直对安纳金抱有怀疑的尤达和温杜大师，克隆人战争期间，他对安纳金充满了毫无保留的信任，坚信自己曾经的徒弟是预言中的天选之子。也正是因为他与安纳金的亲密关系，西斯大帝达斯·西迪厄斯努力试图摆脱他，在科洛桑战役中劝安纳金留下昏迷的欧比旺自生自灭而被安纳金拒绝后，西斯大帝选择利用欧比旺离开科洛桑的机会，对安纳金挑明自己的身份，从而完成腐化安纳金的过程。
他对自己所热爱的共和国、绝地组织和徒弟与朋友安纳金十分忠诚。他部分理解安纳金悲惨童年和阿索卡·塔诺离开带给他的伤痛，但在关键时期并不完全了解安纳金内心对失去妻子的恐惧。他的理性一面虽然感受到了安纳金的黑暗面倾向，但他因为对安纳金过于强烈的感情，而无法真正察觉、重视安纳金堕落的轨迹。当安纳金堕落成为达斯·维达后，为了绝地组织和共和国，他震惊悲痛不已，但以铲除西斯为己任，忍痛与安纳金对决，并取得了胜利。
然而，作为一个正统的绝地大师，他不像师父奎刚那样热情豪迈、洒脱不羁，而是被日益古板而充满缺陷的绝地组织所束缚。杜库伯爵在吉奥努西斯星（Geonosis）上对他吐露关于西斯尊主的实情时，他执拗地拒绝相信。安纳金叛变后，他没有努力尝试挽回安纳金，不理解安纳金内心的苦痛，而是宣称“只有西斯才会以极端而绝对的方式行事”，却意识不到这一论断本身的极端性和自相矛盾之处。他一直不能像师父奎刚大师那样意识到绝地组织内部存在的严重问题，直到绝地大屠杀後、親眼目睹安納金被达斯·维达的黑暗人格徹底取代後才有所反思。虽然意识到了旧绝地存在的严重问题，他还是不能完全摆脱其窠臼，只向卢克·天行者宣称达斯·维达是其「杀父仇人」，卻不肯正確解釋安納金墮落的根本真相。卢克得知达斯·维达的真实身份后认为可以感化良知尚存的父亲，但充满传统思想的欧比旺和尤达大师并不认可，坚持让他杀死父亲。最终卢克的确成功唤醒了达斯·维达心底潜藏的善良天性，安纳金·天行者以生命的代价消灭了西斯，实现了终极救赎，也证明了欧比旺和尤达代表的旧绝地对原力和人性的理解是失之片面的，更無意中為盧克後半生的龐大挫折埋下了禍根。

## 師徒

### 師父
- 魁剛·金(已故)

### 啟蒙老師
- 尤達

### 徒弟
- 安纳金·天行者
- 卢克·天行者（安纳金之子，欧比旺对其仅有少量训练，但他是卢克的启蒙老师，让卢克了解到绝地的习俗文化及战斗方式）